# Bob Montgomery (baseball)
Pour les articles homonymes, voir Bob Montgomery.
Robert Edward Montgomery (né le 16 avril 1944 à Nashville, Tennessee, États-Unis) est un ancien joueur professionnel de baseball.
Il évolue dans la Ligue majeure de baseball à la position de receveur pour les Red Sox de Boston de 1970 à 1979. 
En 387 matchs joués pour Boston, Montgomery frappe 306 coups sûrs dont 23 circuits et maintient une moyenne au bâton de ,258 avec 156 points produits.
À son dernier match le 9 septembre 1979 à Boston lors d'un passage au bâton contre Tim Stoddard des Orioles de Baltimore, Bob Montgomery est le dernier joueur de l'histoire du baseball majeur à frapper sans porter de casque protecteur. 
En vertu d'une clause grand-père, Montgomery avait été, avec certains autres joueurs, exonéré de la règle des Ligues majeures de baseball rendant obligatoire le port du casque de frappeur à partir de 1971, à condition que ces joueurs insèrent un encart protecteur en plastique à l'intérieur de leur casquette au moment d'aller au bâton. La casquette de Montgomery et la pièce protectrice en plastique font partie de la collection du musée du Temple de la renommée du baseball.
De 1982 à 1995, Bob Montgomery est commentateur sportif lors des matchs des Red Sox sur la chaîne télévisée WSBK-TV à Boston.